# گانوور
گانوور (به انگلیسی: Gunvor) شرکت چندملیتی تجارت کالا است، که در سال ۲۰۱۲ پس از شرکت‌های گلنکور، ویتول و ترافیگورا به‌عنوان چهارمین معامله‌گر نفت جهان شناخته شد.
این شرکت در سال ۱۹۹۹ توسط گنادی تیمچنکو در شهر آمستردام، هلند تأسیس شد. در حال حاضر دفتر مرکزی شرکت گانوور در شهر ژنو، سوئیس قرار دارد. شعبه دوم این شرکت، در شهر نیکوزیا، قبرس مستقر می‌باشد. این شرکت همچنین دارای دفاتر تجاری در سنگاپور، باهاما و دبی، امارات است. 
بخش عمده‌ای از فعالیت‌های شرکت گانوور در زمینه تجارت، حمل‌ونقل، ذخیره‌سازی و بهینه‌سازی نفت و دیگر محصولات بر پایه انرژی متمرکز می‌باشد، همچنین سرمایه‌گذاری‌های فراوانی را، در پایانه‌های نفتی و تأسیسات بندری تحت مدیریت این شرکت، اداره می‌شوند. 
تخصص اصلی گانوور در بازاریابی، خرید، فروش و تأمین نفت خام از بخش بالادستی، سپس ذخیره‌سازی و درنهایت، ارائه آن به بازارهای جهانی، از طریق خطوط لوله و تانکرهای متعلق به شرکت می‌باشد.